# امانوئل دورادو
امانوئل دورادو (انگلیسی: Emmanuel Dorado؛ زادهٔ ۲۸ مارس ۱۹۷۳) بازیکن فوتبال اهل فرانسه است.
از باشگاه‌هایی که در آن بازی کرده‌است می‌توان به باشگاه فوتبال آنژه، باشگاه فوتبال رکریتیوو اوئلوا، باشگاه فوتبال آلمریا، باشگاه فوتبال کوردوبا، باشگاه فوتبال پاری سن ژرمن، و باشگاه فوتبال مالاگا اشاره کرد.